# Ungheria agli VIII Giochi olimpici invernali
L'Ungheria partecipò agli VIII Giochi olimpici invernali, svoltisi a Squaw Valley, Stati Uniti, dal 18 al 28 febbraio 1960, con una delegazione di 3 atleti impegnati in tre discipline.